# Гуты (Харьковская область)
Гу́ты (укр. Гути) — посёлок в Украине, находится в Гутянском поселковом совете Богодуховского района Харьковской области.
Является административным центром Гутянского поселкового совета, в который, кроме того, входят сёла Первухинка и Першотравневое.

## Географическое положение
Посёлок городского типа Гуты находится в 18 км от Богодухова на левом берегу реки Мерла. На реке небольшая запруда. Небольшая часть посёлка находится на противоположном берегу, через реку имеется мост.
На противоположном берегу расположено село Полковая Никитовка.
Посёлок окружен большим лесным массивом (дуб, сосна).

## Происхождение названия
Название Гуты происходит от названия плавильных печей («гута», от нем. Hutte), в которых выплавляли стекло или металл.

## История
Поселение возникло в середине XVII века. 
В 1688 году русский царь подарил Гуты полковнику И. Перекрёстову. 
В 1704 году село отшло в государственную казну. 
В 1767 году село Гуты было пожаловано за службу командиру Ахтырского гусарского полка генерал-майору Подгоричани.
В XIX веке село входило в состав Богодуховского уезда Харьковской губернии Российской империи.
В 1869 году построен сахарный завод, который в 1881 купил немец Кёниг.
В 1938 году Гуты стали посёлком городского типа.
Во время Великой Отечественной войны с октября 1941 до августа 1943 посёлок находился под немецкой оккупацией.
В 1951 году в посёлке действовали сахарный завод, школа ФЗО и средняя школа.
В 1966 году население составляло 6400 человек; здесь действовал Первухинский свеклосовхоз Гутянского сахкомбината с 2984 га угодий; работали средняя политехническая школа, школа фабрично-заводского обучения, начальная школа, 4 клуба, кинотеатр, 6 библиотек, больница.
В начале 1970-х годов основой экономики посёлка являлись сахарный комбинат, свеклосовхоз, лесхоз и лесничество.
В январе 1989 года численность населения составляла 2360 человек.
В июле 1995 года Кабинет министров Украины утвердил решение о приватизации находившихся здесь сахарного завода и свеклосовхоза.
По данным переписи 2001 года численность населения составляла 2043 человека, на 1 января 2013 года — 1782 человека.

## Экономика
- Гутянский лесхоз[7]
- Лесничество.
- Первухинский сахарный завод им. Г.К. Первухина.
- Около 30 частных предприятий, связанных с розничной торговлей.

## Транспорт
В 10 км от посёлка находится железнодорожная станция Гуты (линия Харьков — Сумы Южной железной дороги)

## Культура
- Школа.
  - С 1957 по 1958 года, после окончания Харьковского Государственного Художественного Училища, работал учителем рисования и черчения Мацегора, Григорий Прокопович — Заслуженный деятель искусств Украины.

## Экология
- Отстойники.

## Достопримечательности
- Братская могила советских воинов (589 павших).

## Религия
- Церковь Троицы Живоначальной.
- Свято-Троицкий храм, был построен в 19 в. помещиком Кёнигом. В советское время церковь была развалена, начато строительство нового храма, который в данный момент (2012) завершен и успешно ведет службы.